# Buergeria buergeri
Buergeria buergeri là một loài ếch trong họ Rhacophoridae. Chúng là loài đặc hữu của Nhật Bản.
Các môi trường sống tự nhiên của chúng là các khu rừng ôn hòa và sông. Loài này đang bị đe dọa do mất nơi sống.